# Mbwana Samatta
Mbwana Ally Samatta (* 23. prosince 1992 Dar es Salaam) je tanzanský profesionální fotbalista, který hraje na pozici útočníka za turecký klub Fenerbahçe SK a za tanzanský národní tým.

## Klubová kariéra
Začínal v rodném Dar es Salaamu v klubech African Lyon a Simba SC, v roce 2011 přestoupil do konžského TP Mazembe. Získal s ním čtyři domácí tituly (2011–2014) a vyhrál Ligu mistrů CAF 2015, kde byl se sedmi brankami nejlepším střelcem soutěže. V tomtéž roce získal jako první východoafrický fotbalista v historii cenu Konfederace afrického fotbalu pro nejlepšího hráče působícího v afrických klubových soutěžích. V roce 2016 uzavřel pětiletý kontrakt s belgickým Genkem.

## Reprezentační kariéra
V tanzanské reprezentaci zvané Taifa Stars debutoval v roce 2011. Dvěma brankami v kvalifikaci pomohl svému týmu k postupu na Africký pohár národů 2019; Tanzanie bude hrát na závěrečném turnaji kontinentálního šampionátu poprvé od roku 1980.

## Styl hry
Jeho silnými stránkami jsou zrychlení, kontrola míče a orientace před brankou, má však dosud rezervy ohledně fyzické kondice.